# Carolina de Baviera
Carolina de Baviera, reina de Württemberg i emperadriu d'Àustria (Mannheim 1792 - Viena 1873) va ser una princesa de Baviera amb el tractament d'altesa reial que contragué matrimoni en primeres núpcies amb el rei Guillem I de Württemberg i en segones núpcies amb l'emperador Francesc I d'Àustria.
Nada a Mannheim el dia 8 de febrer de 1792, filla del rei Maximilià I Josep de Baviera i de la duquesa Augusta Guillemina de Hessen-Darmstadt, Carolina era neta per via paterna del comte palatí Frederic Miquel de Zwibrücken-Birkenfeld i de la princesa Maria Francesca de Sulzbach; mentre que per via materna ho era del príncep Jordi Guillem de Hessen-Darmstadt i de la duquessa Lluïsa de Leiningen-Heidensheim.
El dia 8 de juny de 1808 contragué matrimoni a Múnic amb el príncep hereu i després rei de Württemberg Guillem I, fill del rei Frederic I de Württemberg i de la princesa Augusta de Brunsvic-Wolfenbüttel. La parella no tingué fills i es divorcià el 1814.
El dia 28 d'octubre de 1816 la princesa es casava a Múnic amb l'emperador Francesc I d'Àustria, fill de l'emperador Leopold II, emperador romanogermànic i de la infanta Maria Lluïsa d'Espanya. Les noces es ratificaren a Viena el dia 10 de novembre del mateix any. Carolina era la quarta esposa de Francesc que ja havia estat casat amb la duquessa Elisabet de Württemberg, amb la princesa Maria Teresa de Borbó-Dues Sicílies i amb l'arxiduquessa Maria Lluïsa d'Àustria-Este.
Francesc i Carolina no tingueren fills. Carolina no exercí gaire influència política sobre l'emperador; ara bé, sembla que intervingué en assegurar que una altra seva germana, la princesa Sofia de Baviera contragué matrimoni amb l'arxiduc Francesc Carles d'Àustria. A diferència de Carolina, Sofia tingué un rol polític de primer ordre.
La princesa bavaresa realitzà nombroses obres de beneficència al país austríac. Morí el dia 9 de febrer de 1873 a Viena a l'edat de 81 anys.